# Apispiralia
Apispiralia é um gênero de gastrópodes pertencente a família Mangeliidae.

## Espécies
- Apispiralia albocincta (Angas, 1871)
- Apispiralia catena Laseron, 1954
- Apispiralia maxima Laseron, 1954